# اسلام‌آباد (کورین)
اسلام‌آباد یا موتور عبدالواحد شه‌بخش روستایی در دهستان کورین بخش کورین شهرستان زاهدان استان سیستان و بلوچستان ایران است. موتور عبدالواحد شه‌بخش رشد جمعیتی قریب به ۲۳۰ درصد را تجربه کرده‌است. جمعیت این روستا در حال حاضر قریب به ۱۰۰ نفر برآورد شده است.

## جمعیت
بر پایه سرشماری عمومی نفوس و مسکن در سال ۱۳۹۵ جمعیت این مکان ۹۹ نفر (۲۴ خانوار) بوده‌است.